# 俠盜獵車手V獲獎與提名列表
《俠盜獵車手V》是一款由Rockstar North开发，Rockstar Games发行的開放世界动作冒险游戏。玩家可以自由漫游虚构的圣安地列斯州（以南加利福尼亚州为蓝本），及其开放的乡村和虚构的城市洛圣都（以洛杉矶为蓝本）。游戏于2011年10月25日公布，受到广泛关注。在2012年斯派克电子游戏大奖上，本作获得最受期待游戏奖。游戏于2013年9月17日在PlayStation 3和Xbox 360平台发行，2014年11月18日在PlayStation 4和Xbox One平台发行，2015年4月14日发行Microsoft Windows版。评论聚合网站Metacritic基于PlayStation 3版本的50条评论，Xbox 360版本的58条评论，PlayStation 4版本的66条评论和Xbox One版本的14条评论，为游戏打出97分，为“普遍好评”。《侠盗猎车手V》发行后二十四小时内的全球收入超过8.157亿美元，相当于1121万的销量。发行三天后，游戏成为有史以来销量最快的娱乐产品，其销售额超过10亿美元。
游戏出现在多个2013年最佳游戏的年终榜单上，获得了CNET、Edge、金摇杆奖、Machinima的Inside Gaming、偏锋杂志和時代雜誌评出的年度游戏。还被Canada.com、GameSpot和IGN评为最佳Xbox游戏，并获得Destructoid评出的最佳多平台游戏。Inside游戏奖将本作评为“最具沉浸感游戏”，BAFTA为其颁发最佳英国游戏奖。Rockstar Games和Rockstar North赢得了Edge的最佳工作室和最佳开发者奖，以及第十届英国学院电子游戏大奖的BAFTA学院奖学金奖。
游戏内的多种元素获奖。游戏角色崔佛·菲利普和拉玛·戴维斯多次获提名最佳角色，而Giant Bomb则认为拉玛是游戏中最好的角色。游戏的音乐还获得了Spike VGX、Hardcore Gamer和每日电讯报的奖项。在线多人模式《俠盜獵車手Online》赢得了GameTrailers和BAFTA的最佳多人游戏奖，以及IGN的最佳Xbox 360多人游戏奖。《Online》也被Game Revolution和Hardcore Gamer提名最受失望奖。《侠盗猎车手V》获得了每日电讯报电子游戏奖中的最佳技术成就奖，在第十四届游戏开发者选择奖中获最佳技术奖。游戏的图像和艺术设计还获得了IGN、《每日电讯报》和BAFTA的奖项，以及游戏开发者选择奖的提名。在IGN的2013年度最佳奖中，游戏获得了多个奖项，包括最佳Xbox 360图像、最佳Xbox 360音效以及Xbox 360和PlayStation 3最佳动作游戏等。

## 奖项
| 日期           | 奖项                               | 类别                 | 获提名                                                       | 结果 | 来源   |
| -------------- | ---------------------------------- | -------------------- | ------------------------------------------------------------ | ---- | ------ |
| 2011年12月13日 | 2012年斯派克电子游戏大奖           | 最受期待游戏         | 《俠盜獵車手V》                                              | 獲獎 | [ 4 ]  |
| 2013年10月25日 | 第31届金摇杆奖                     | 年度游戏             | 《俠盜獵車手V》                                              | 獲獎 | [ 13 ] |
| 2013年12月2日  | 第18届卫星奖                       | 杰出动作/冒险游戏    | 《俠盜獵車手V》                                              | 提名 | [ 35 ] |
| 2013年12月3日  | 2013年Good Game奖                  | 最佳游戏             | 《俠盜獵車手V》                                              | 提名 | [ 36 ] |
| 2013年12月3日  | 2013年Good Game奖                  | 最难忘时刻           | 崔佛俯瞰洛圣都                                               | 提名 | [ 37 ] |
| 2013年12月3日  | 《時代雜誌》2013年25佳电子游戏     | 最佳电子游戏         | 《俠盜獵車手V》                                              | 獲獎 | [ 16 ] |
| 2013年12月4日  | 第5届年度Inside游戏奖              | 年度游戏             | 《俠盜獵車手V》                                              | 獲獎 | [ 21 ] |
| 2013年12月4日  | 第5届年度Inside游戏奖              | 最佳沉浸             | 《俠盜獵車手V》                                              | 獲獎 | [ 21 ] |
| 2013年12月4日  | 第5届年度Inside游戏奖              | 最佳配音             | 《俠盜獵車手V》                                              | 提名 | [ 21 ] |
| 2013年12月4日  | 第5届年度Inside游戏奖              | 最佳预告片           | 富兰克林预告片                                               | 提名 | [ 21 ] |
| 2013年12月4日  | 第5届年度Inside游戏奖              | 游戏玩家选择         | 《俠盜獵車手V》                                              | 提名 | [ 21 ] |
| 2013年12月7日  | Cheat Code Central第七届年度Cody奖 | 年度工作室           | Rockstar North                                               | 亚军 | [ 38 ] |
| 2013年12月7日  | Cheat Code Central第七届年度Cody奖 | 年度游戏             | 《俠盜獵車手V》                                              | 提名 | [ 39 ] |
| 2013年12月7日  | Cheat Code Central第七届年度Cody奖 | 最佳音效             | 《俠盜獵車手V》                                              | 提名 | [ 40 ] |
| 2013年12月7日  | Cheat Code Central第七届年度Cody奖 | 最佳男性角色         | 崔佛·菲利普                                                  | 提名 | [ 41 ] |
| 2013年12月7日  | Cheat Code Central第七届年度Cody奖 | 最佳Xbox游戏         | 《俠盜獵車手V》                                              | 提名 | [ 42 ] |
| 2013年12月7日  | Cheat Code Central第七届年度Cody奖 | 最佳动作/冒险游戏    | 《俠盜獵車手V》                                              | 提名 | [ 43 ] |
| 2013年12月7日  | 2013年斯派克VGX                    | 年度游戏             | 《俠盜獵車手V》                                              | 獲獎 | [ 14 ] |
| 2013年12月7日  | 2013年斯派克VGX                    | 最佳原声带           | 《俠盜獵車手V》                                              | 獲獎 | [ 14 ] |
| 2013年12月7日  | 2013年斯派克VGX                    | 年度工作室           | Rockstar North                                               | 提名 | [ 44 ] |
| 2013年12月7日  | 2013年斯派克VGX                    | 最佳动作冒险游戏     | 《俠盜獵車手V》                                              | 提名 | [ 44 ] |
| 2013年12月7日  | 2013年斯派克VGX                    | 最佳Xbox游戏         | 《俠盜獵車手V》                                              | 提名 | [ 44 ] |
| 2013年12月7日  | 2013年斯派克VGX                    | 最佳PlayStation游戏  | 《俠盜獵車手V》                                              | 提名 | [ 44 ] |
| 2013年12月7日  | 2013年斯派克VGX                    | 最佳配音演员         | 史蒂芬·奥格（Steven Ogg）配崔佛·菲利普                       | 提名 | [ 44 ] |
| 2013年12月7日  | 2013年斯派克VGX                    | 游戏最佳歌曲         | 肯德里克·拉马尔作品《ADHD》                                  | 提名 | [ 44 ] |
| 2013年12月7日  | 2013年斯派克VGX                    | 游戏最佳歌曲         | The Chain Gang of 1974作品《Sleepwalking》                   | 提名 | [ 44 ] |
| 2013年12月7日  | 2013年斯派克VGX                    | 年度角色             | 崔佛·菲利普                                                  | 提名 | [ 44 ] |
| 2013年12月9日  | 偏锋杂志2013年25佳电子游戏         | 最佳电子游戏         | 《俠盜獵車手V》                                              | 獲獎 | [ 15 ] |
| 2013年12月15日 | GameSpot2013年25佳电子游戏         | 年度Xbox 360游戏     | 《俠盜獵車手V》                                              | 獲獎 | [ 18 ] |
| 2013年12月13日 | GameSpot2013年25佳电子游戏         | 年度PS3游戏          | 《俠盜獵車手V》                                              | 提名 | [ 45 ] |
| 2013年12月19日 | GameSpot2013年25佳电子游戏         | 年度游戏             | 《俠盜獵車手V》                                              | 提名 | [ 46 ] |
| 2013年12月17日 | Canada.com 2013年最佳电子游戏      | 最佳Xbox游戏         | 《俠盜獵車手V》                                              | 獲獎 | [ 17 ] |
| 2013年12月17日 | Game Revolution 2013年度最佳奖     | 最佳开发者           | Rockstar North                                               | 提名 | [ 47 ] |
| 2013年12月17日 | Game Revolution 2013年度最佳奖     | 最令人失望           | 《俠盜獵車手Online》                                         | 提名 | [ 29 ] |
| 2013年12月20日 | Game Revolution 2013年度最佳奖     | 年度游戏             | 《俠盜獵車手V》                                              | 提名 | [ 48 ] |
| 2013年12月18日 | cnet 2013年15佳电子游戏            | 最佳电子游戏         | 《俠盜獵車手V》                                              | 獲獎 | [ 11 ] |
| 2013年12月19日 | 新西兰先驱报2013年回顾             | 最佳游戏             | 《俠盜獵車手V》                                              | 第二 | [ 49 ] |
| 2013年12月20日 | 數碼間諜2013年最佳游戏             | 最佳游戏             | 《俠盜獵車手V》                                              | 第五 | [ 50 ] |
| 2013年12月20日 | 《娱乐周刊》                       | 最佳游戏             | 《俠盜獵車手V》                                              | 第三 | [ 51 ] |
| 2013年12月20日 | 《衛報》2013年25佳电子游戏         | 最佳游戏             | 《俠盜獵車手V》                                              | 第四 | [ 52 ] |
| 2013年12月20日 | 《连线》2013年10佳电子游戏         | 最佳游戏             | 《俠盜獵車手V》                                              | 第八 | [ 53 ] |
| 2013年12月21日 | Hardcore Gamer 2013年度游戏奖      | 最佳原创配乐         | 《俠盜獵車手V》                                              | 獲獎 | [ 25 ] |
| 2013年12月21日 | Hardcore Gamer 2013年度游戏奖      | 最佳新角色           | 崔佛·菲利普                                                  | 提名 | [ 54 ] |
| 2013年12月21日 | Hardcore Gamer 2013年度游戏奖      | 最佳剧本             | 《俠盜獵車手V》                                              | 提名 | [ 55 ] |
| 2013年12月21日 | Hardcore Gamer 2013年度游戏奖      | 续作之续作           | 《俠盜獵車手V》                                              | 提名 | [ 56 ] |
| 2013年12月21日 | Hardcore Gamer 2013年度游戏奖      | 最令人失望           | 《俠盜獵車手Online》                                         | 提名 | [ 30 ] |
| 2013年12月23日 | Hardcore Gamer 2013年度游戏奖      | 年度游戏             | 《俠盜獵車手V》                                              | 亚军 | [ 57 ] |
| 2013年12月23日 | Hardcore Gamer 2013年度游戏奖      | 最佳开发者           | Rockstar North                                               | 提名 | [ 58 ] |
| 2013年12月21日 | IGN澳大利亚2013年12佳游戏          | 最佳游戏             | 《俠盜獵車手V》                                              | 第二 | [ 59 ] |
| 2013年12月24日 | Destructoid 2013年度最佳           | 最佳多平台游戏       | 《俠盜獵車手V》                                              | 獲獎 | [ 20 ] |
| 2013年12月24日 | Destructoid 2013年度最佳           | 社区选择             | 《俠盜獵車手V》                                              | 亚军 | [ 60 ] |
| 2013年12月24日 | Destructoid 2013年度最佳           | 年度游戏             | 《俠盜獵車手V》                                              | 提名 | [ 61 ] |
| 2013年12月24日 | Destructoid 2013年度最佳           | 最佳故事             | 《俠盜獵車手V》                                              | 提名 | [ 62 ] |
| 2013年12月24日 | Destructoid 2013年度最佳           | 最佳动作游戏         | 《俠盜獵車手V》                                              | 提名 | [ 63 ] |
| 2013年12月24日 | Destructoid 2013年度最佳           | 最佳角色             | 崔佛·菲利普                                                  | 提名 | [ 64 ] |
| 2013年12月24日 | Destructoid 2013年度最佳           | 最佳原声带           | 《俠盜獵車手V》                                              | 提名 | [ 65 ] |
| 2013年12月24日 | Giant Bomb 2013年度游戏奖          | 最佳新角色           | 拉玛·戴维斯（Lamar Davis）                                   | 獲獎 | [ 24 ] |
| 2013年12月24日 | Giant Bomb 2013年度游戏奖          | 最佳音乐             | 《俠盜獵車手V》                                              | 提名 | [ 24 ] |
| 2013年12月26日 | Ars Technica                       | 最佳游戏             | 《俠盜獵車手V》                                              | 第四 | [ 66 ] |
| 2013年12月26日 | 2013年《Edge》奖                   | 最佳游戏             | 《俠盜獵車手V》                                              | 獲獎 | [ 12 ] |
| 2013年12月28日 | 2013年《Edge》奖                   | 最佳音效设计         | 《俠盜獵車手V》                                              | 亚军 | [ 67 ] |
| 2013年12月30日 | 2013年《Edge》奖                   | 年度工作室           | Rockstar North                                               | 獲獎 | [ 23 ] |
| 2013年12月29日 | 《电子游戏月刊》2013年度最佳       | 最佳游戏             | 《俠盜獵車手V》                                              | 第二 | [ 68 ] |
| 2013年12月31日 | 2013年《每日电讯报》游戏奖         | 最佳艺术指导         | 亚伦·盖伯特（Aaron Garbut）                                  | 獲獎 | [ 26 ] |
| 2013年12月31日 | 2013年《每日电讯报》游戏奖         | 最佳技术成就         | 《俠盜獵車手V》                                              | 獲獎 | [ 26 ] |
| 2013年12月31日 | 2013年《每日电讯报》游戏奖         | 年度游戏             | 《俠盜獵車手V》                                              | 提名 | [ 26 ] |
| 2013年12月31日 | 2013年《每日电讯报》游戏奖         | 最佳总监             | 莱斯利·本泽斯（Leslie Benzies）                              | 提名 | [ 26 ] |
| 2013年12月31日 | 2013年《每日电讯报》游戏奖         | 最佳剧本             | 丹·豪瑟                                                      | 提名 | [ 26 ] |
| 2013年12月31日 | 2013年《每日电讯报》游戏奖         | 最佳表演者           | 史蒂芬·奥格饰崔佛·菲利普                                     | 提名 | [ 26 ] |
| 2013年12月31日 | 2013年《每日电讯报》游戏奖         | 最佳原创配乐         | 伍迪·杰克逊（Woody Jackson）、橘夢樂團、Oh No、The Alchemist | 提名 | [ 26 ] |
| 2013年12月31日 | 2013年《每日电讯报》游戏奖         | 最佳开发者           | Rockstar North                                               | 提名 | [ 26 ] |
| 2014年1月1日   | 2013年Escapist奖                   | 最佳动作冒险游戏     | 《俠盜獵車手V》                                              | 提名 | [ 69 ] |
| 2014年1月3日   | GameTrailers 年度游戏奖            | 年度游戏             | 《俠盜獵車手V》                                              | 提名 | [ 70 ] |
| 2014年1月7日   | GameTrailers 2013年度游戏奖        | 最佳多人游戏         | 《俠盜獵車手Online》                                         | 獲獎 | [ 27 ] |
| 2014年1月7日   | GameTrailers 2013年度游戏奖        | 最佳多平台           | 《俠盜獵車手V》                                              | 獲獎 | [ 27 ] |
| 2014年1月7日   | GameTrailers 2013年度游戏奖        | 年度游戏             | 《俠盜獵車手V》                                              | 提名 | [ 27 ] |
| 2014年1月7日   | GameTrailers 2013年度游戏奖        | 最佳原声带           | 《俠盜獵車手V》                                              | 提名 | [ 27 ] |
| 2014年1月7日   | GameTrailers 2013年度游戏奖        | 最佳第三人称射击     | 《俠盜獵車手V》                                              | 提名 | [ 27 ] |
| 2014年1月9日   | 第14届年度游戏开发者选择奖         | 最佳技术             | 《俠盜獵車手V》                                              | 獲獎 | [ 31 ] |
| 2014年1月9日   | 第14届年度游戏开发者选择奖         | 年度游戏             | 《俠盜獵車手V》                                              | 提名 | [ 31 ] |
| 2014年1月9日   | 第14届年度游戏开发者选择奖         | 最佳音频             | 《俠盜獵車手V》                                              | 提名 | [ 31 ] |
| 2014年1月9日   | 第14届年度游戏开发者选择奖         | 最佳设计             | 《俠盜獵車手V》                                              | 提名 | [ 31 ] |
| 2014年1月9日   | IGN 2013年度最佳                   | 最佳Xbox 360动作游戏 | 《俠盜獵車手V》                                              | 獲獎 | [ 71 ] |
| 2014年1月9日   | IGN 2013年度最佳                   | 最佳Xbox 360多人游戏 | 《俠盜獵車手V》                                              | 獲獎 | [ 28 ] |
| 2014年1月9日   | IGN 2013年度最佳                   | 最佳Xbox 360图像     | 《俠盜獵車手V》                                              | 獲獎 | [ 32 ] |
| 2014年1月9日   | IGN 2013年度最佳                   | 最佳Xbox 360音效     | 《俠盜獵車手V》                                              | 獲獎 | [ 33 ] |
| 2014年1月9日   | IGN 2013年度最佳                   | 最佳Xbox 360游戏     | 《俠盜獵車手V》                                              | 獲獎 | [ 19 ] |
| 2014年1月9日   | IGN 2013年度最佳                   | 最佳PS3动作游戏      | 《俠盜獵車手V》                                              | 獲獎 | [ 72 ] |
| 2014年1月9日   | IGN 2013年度最佳                   | 最佳Xbox 360故事     | 《俠盜獵車手V》                                              | 提名 | [ 73 ] |
| 2014年1月9日   | IGN 2013年度最佳                   | 最佳PS3多人游戏      | 《俠盜獵車手V》                                              | 提名 | [ 74 ] |
| 2014年1月9日   | IGN 2013年度最佳                   | 最佳PS3音效          | 《俠盜獵車手V》                                              | 提名 | [ 75 ] |
| 2014年1月9日   | IGN 2013年度最佳                   | 最佳PS3故事          | 《俠盜獵車手V》                                              | 提名 | [ 76 ] |
| 2014年1月9日   | IGN 2013年度最佳                   | 最佳PS3游戏          | 《俠盜獵車手V》                                              | 提名 | [ 77 ] |
| 2014年1月10日  | IGN 2013年度最佳                   | 最佳整体动作游戏     | 《俠盜獵車手V》                                              | 獲獎 | [ 34 ] |
| 2014年1月10日  | IGN 2013年度最佳                   | 年度游戏             | 《俠盜獵車手V》                                              | 提名 | [ 78 ] |
| 2014年1月10日  | IGN 2013年度最佳                   | 最佳综合多人游戏     | 《俠盜獵車手V》                                              | 提名 | [ 79 ] |
| 2014年1月10日  | IGN 2013年度最佳                   | 最佳整体图像 - 技术  | 《俠盜獵車手V》                                              | 提名 | [ 80 ] |
| 2014年1月14日  | Polygon 2013年度游戏               | 年度游戏             | 《俠盜獵車手V》                                              | 第七 | [ 81 ] |
| 2014年1月21日  | GamesRadar 2013年度游戏            | 年度游戏             | 《俠盜獵車手V》                                              | 第四 | [ 82 ] |
| 2014年3月13日  | 第10届英国学院游戏奖               | 动作&冒险            | 《俠盜獵車手V》                                              | 提名 | [ 22 ] |
| 2014年3月13日  | 第10届英国学院游戏奖               | 音频成就             | 《俠盜獵車手V》                                              | 提名 | [ 22 ] |
| 2014年3月13日  | 第10届英国学院游戏奖               | 最佳游戏             | 《俠盜獵車手V》                                              | 提名 | [ 22 ] |
| 2014年3月13日  | 第10届英国学院游戏奖               | 英国游戏             | 《俠盜獵車手V》                                              | 獲獎 | [ 22 ] |
| 2014年3月13日  | 第10届英国学院游戏奖               | 游戏设计             | 《俠盜獵車手V》                                              | 獲獎 | [ 22 ] |
| 2014年3月13日  | 第10届英国学院游戏奖               | 游戏创新             | 《俠盜獵車手V》                                              | 提名 | [ 22 ] |
| 2014年3月13日  | 第10届英国学院游戏奖               | 多人游戏             | 《俠盜獵車手Online》                                         | 獲獎 | [ 22 ] |
| 2014年3月13日  | 第10届英国学院游戏奖               | 表演者               | 史蒂芬·奥格饰崔佛·菲利普                                     | 提名 | [ 22 ] |
| 2014年3月13日  | 第10届英国学院游戏奖               | 故事                 | 《俠盜獵車手V》                                              | 提名 | [ 22 ] |
| 2014年12月5日  | 2014年游戏大奖                     | 最佳复刻             | 《俠盜獵車手V》                                              | 獲獎 | [ 83 ] |
| 2014年12月10日 | GameSpot 2014年度游戏奖            | 年度最佳再版         | 《俠盜獵車手V》                                              | 獲獎 | [ 84 ] |